# Malapascua
Malapascua is een klein eiland in de Filipijnse provincie Cebu. Het ligt zeven kilometer ten noordwesten van de noordoostpunt van het eiland Cebu en maakt onderdeel uit van de gemeente Daanbantayan.
Het eiland werd dankzij zijn hagelwitte stranden begin jaren 90 ontdekt door grote aantallen toeristen als alternatief voor het veel toeristischer eiland Boracay. Bij de laatste census in 2007 woonden er op het eiland ruim drieënhalf duizend mensen.

## Foto's

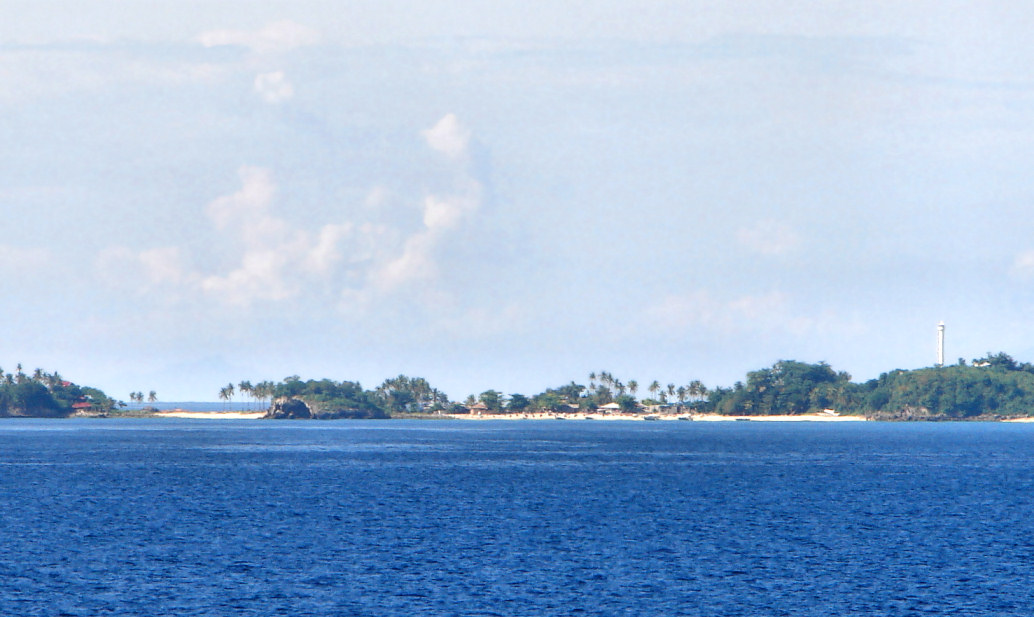
Noordzijde van Malapascua
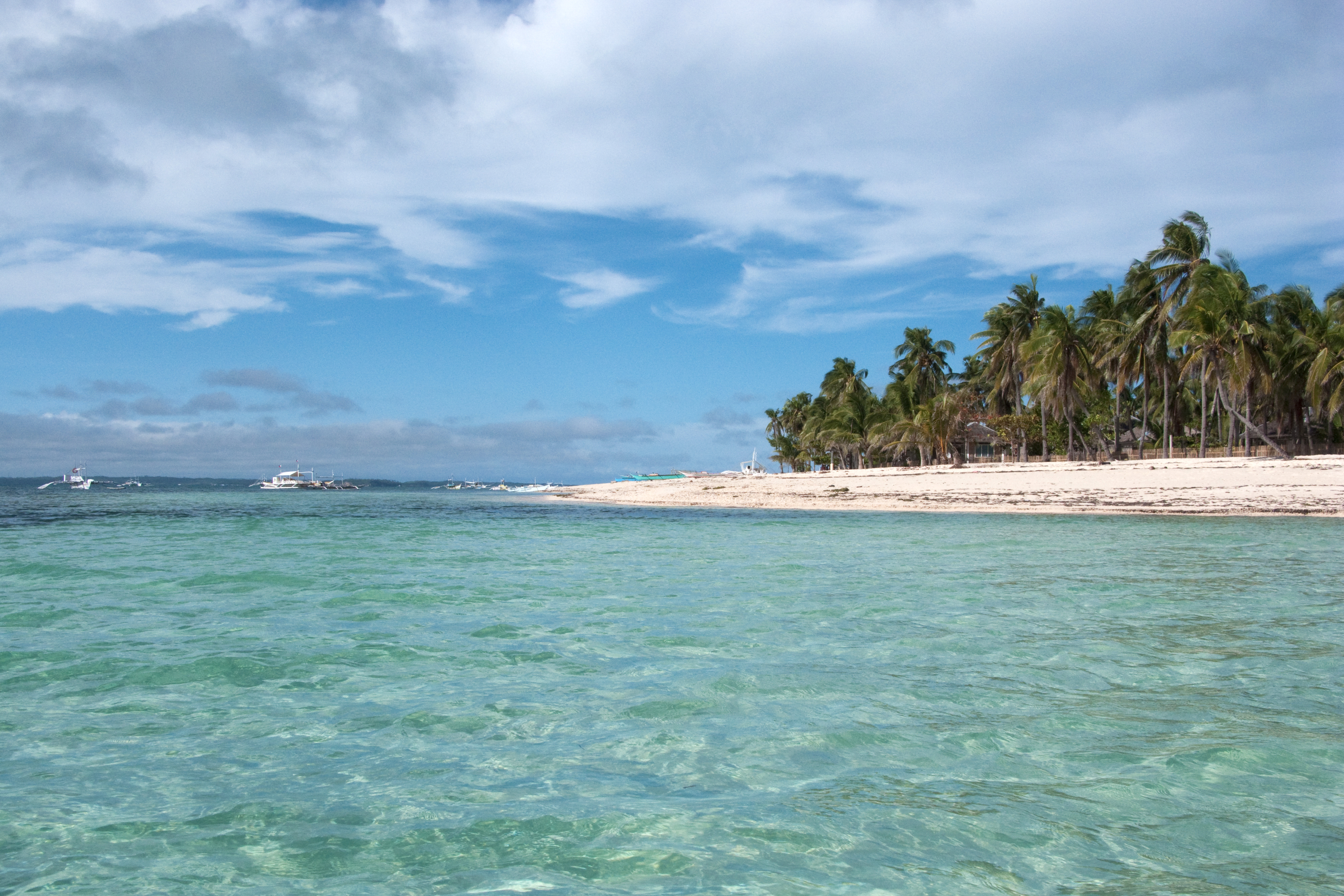
Zuidzijde van Malapascua
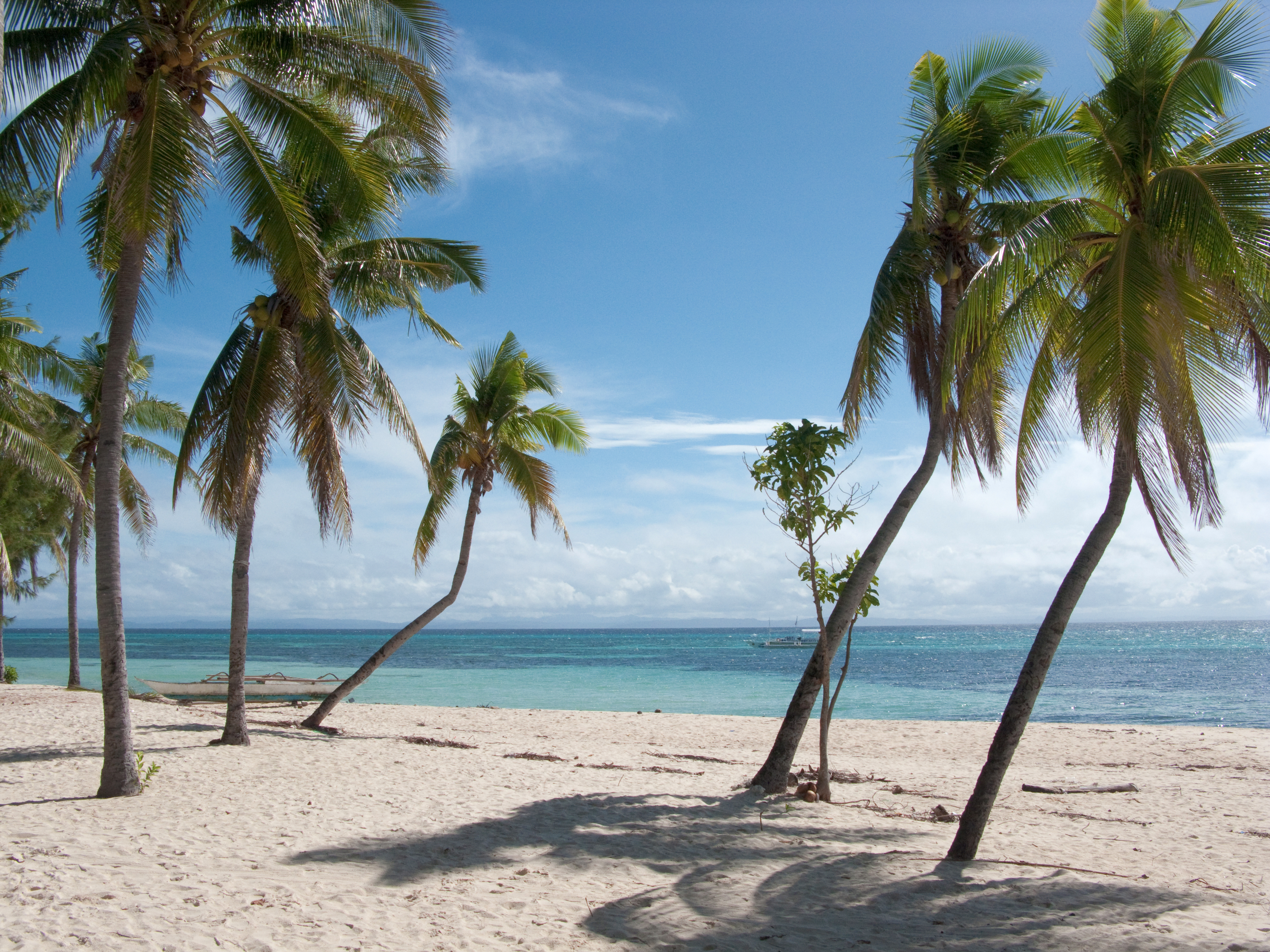
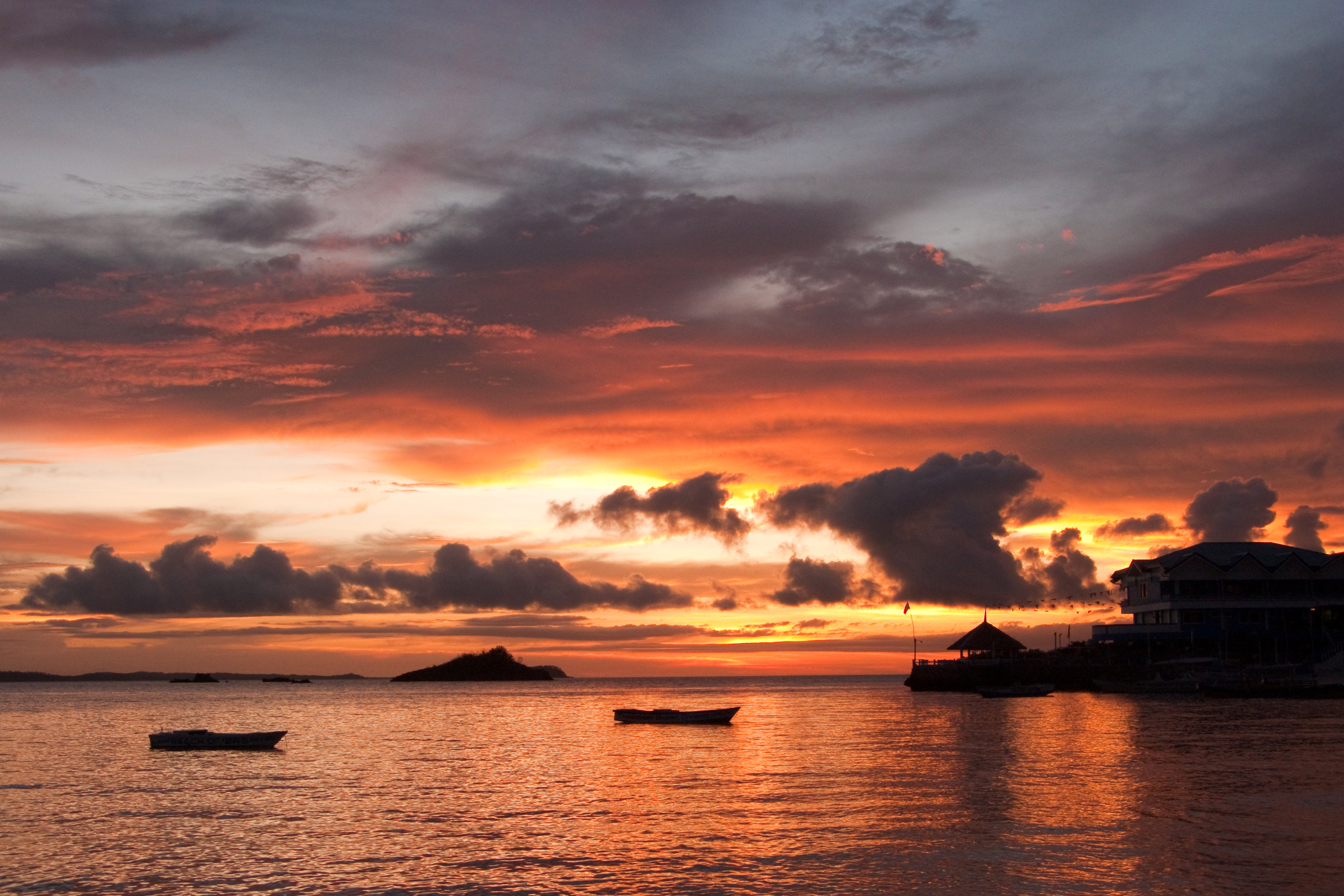